# 153 (numero)
Centocinquantatré (153)  è il numero naturale dopo il 152 e prima del 154.

## Proprietà matematiche
- È un numero dispari.
- È un numero composto dai seguenti divisori: 1, 3, 9, 17 e 51. Poiché la somma dei divisori è 81 < 153 è un numero difettivo.
- È un numero triangolare e un numero esagonale.
- È un numero di Harshad.
- È un numero di Friedman nel sistema numerico decimale.
- È la somma dei numeri da 1 a 17 (1+2+3+4+5+6+7+8+9+10+11+12+13+14+15+16+17=153).
- È la somma dei primi cinque fattoriali: {\displaystyle 1!+2!+3!+4!+5!=153}
- È un numero nontotiente come tutti i numeri dispari.
- È uno dei quattro numeri, diversi da 0 e da 1, che sono uguali alla somma dei cubi delle proprie cifre (153=1³+5³+3³). Inoltre i cubi delle cifre che lo compongono sono i primi tre dispari, quindi è la somma dei primi tre cubi dispari.
- È parte delle terne pitagoriche (72, 135, 153), (104, 153, 185), (153, 204, 255), (153, 420, 447), (153, 680, 697), (153, 1296, 1305), (153, 3900, 3903), (153, 11704, 11705).
- È un numero palindromo nel sistema numerico binario e nel sistema numerico esadecimale. In quest'ultima base è anche un numero a cifra ripetuta.
- È un numero di Armstrong.

## Astronomia
- 153P/Ikeya-Zhang è una cometa periodica del sistema solare.
- 153 Hilda è un asteroide della fascia principale del sistema solare.
- NGC 153 è una galassia spirale della costellazione della Balena.

## Astronautica
- Cosmos 153 è un satellite artificiale russo.

## Religione
- Secondo Giovanni 21,11[1] è il numero di pesci pescati da Simon Pietro e da altri sei discepoli su indicazione di Gesù dopo che senza di lui non erano riusciti a pescare nulla per un'intera notte. Il numero 153 è un rimando alla divinità di Gesù perché nella ghematria il nome di Dio corrisponde al 17 e il valore triangolare del 17 è 153. Il numero 17 compare moltissime volte nell'Antico Testamento per indicare Jahvè. Oggi tale numero coincide con i grani di un rosario completo di 15 misteri e 3 avemarie.